# Cebrio debduensis
Cebrio debduensis is een keversoort uit de familie Cebrionidae. De wetenschappelijke naam van de soort is voor het eerst geldig gepubliceerd in 1967 door Kocher.